# Rufo de Shotep
Rufo de Shotep foi um escritor de comentários do Novo Testamento em língua copta, tendo vivido entre o fim do século VI e o começo do século VII. Depois de um período como monge, foi consagrado bispo de Shotep, no Alto Egito, e é considerado santo na Igreja Copta.
Segundo Orlandi, "dele se conservaram longos fragmentos de quatro códices, contendo um Comentário ao Evangelho de Mateus e um ao Evangelho de Lucas" (p. 1235). No entanto, uma avaliação mais profunda de sua obra ainda não foi feita.
Como é típico do período e localidade em que foi produzida, a exegese de Rufo é alegórica. Ainda assim, entretanto, é dada a necessária atenção aos aspectos filológicos do texto comentado.
Três são os temas principais nos comentários: a harmonia existente entre Antigo e Novo Testamentos, no que diz respeito à economia da salvação; a polêmica contra as heresias, especialmente o marcionismo e o maniqueísmo; e o ensino moral que pode ser retirado das Escrituras.